# Комбинированное оружие

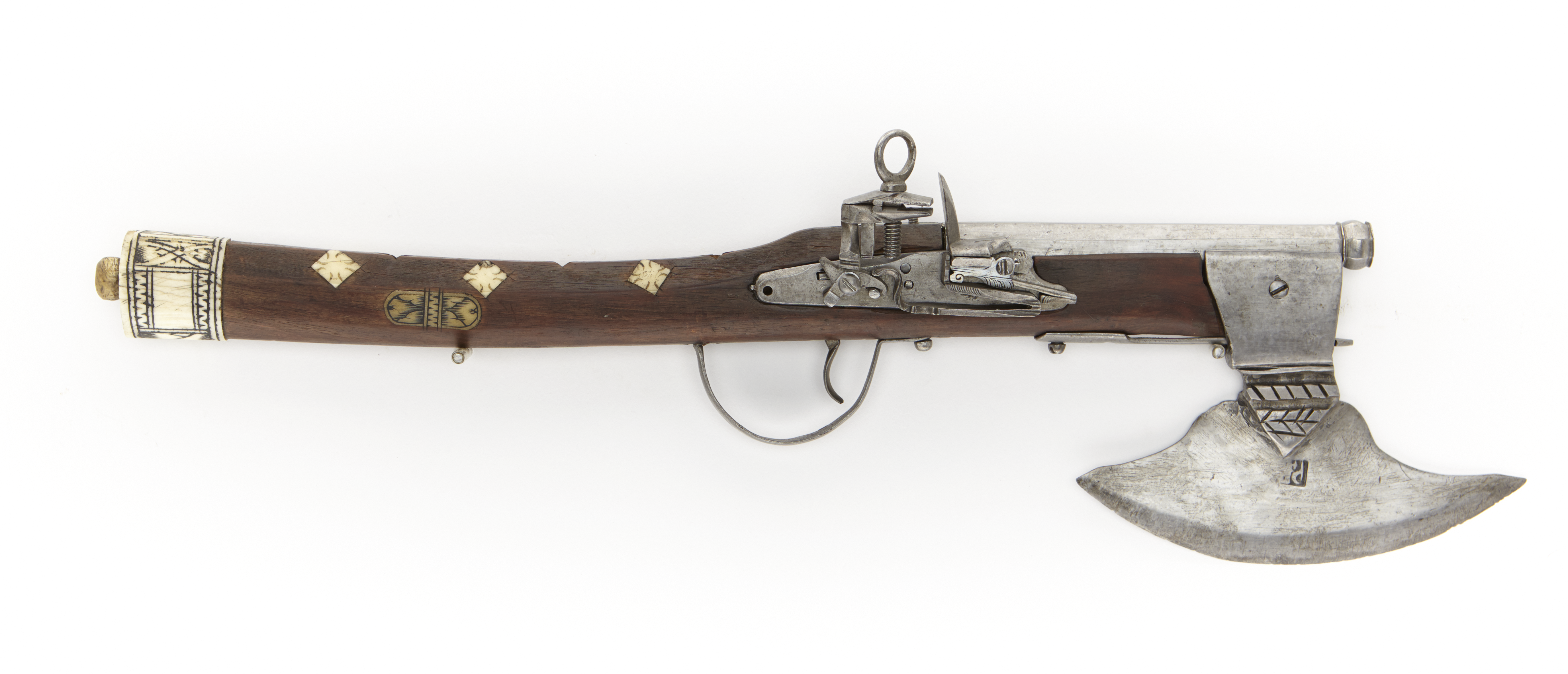
Немецкий топор-пистолет, XVII век

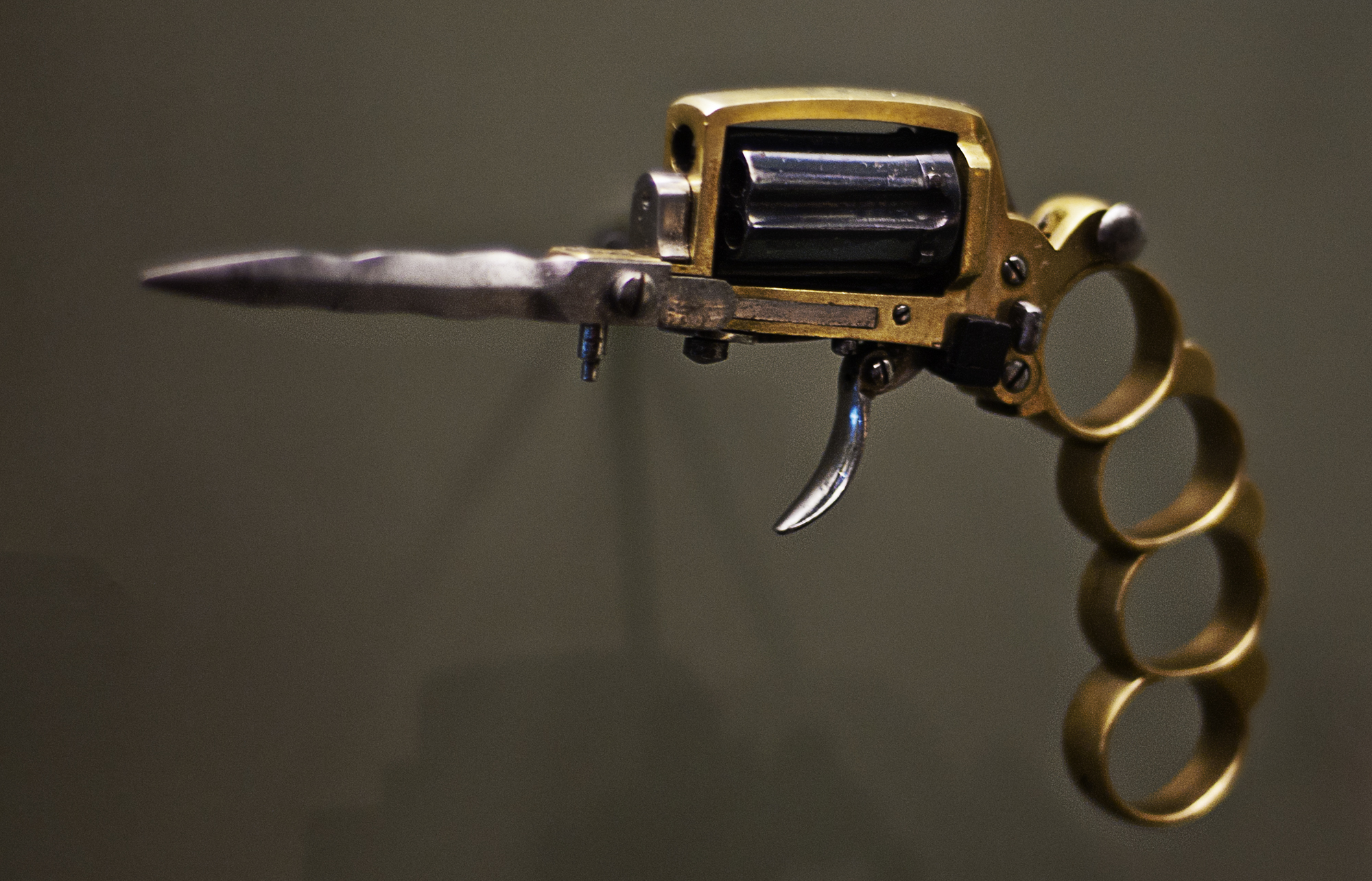
Револьвер «Апаш», сочетающий в себе, помимо револьвера, нож и кастет. Франция, около 1900 года

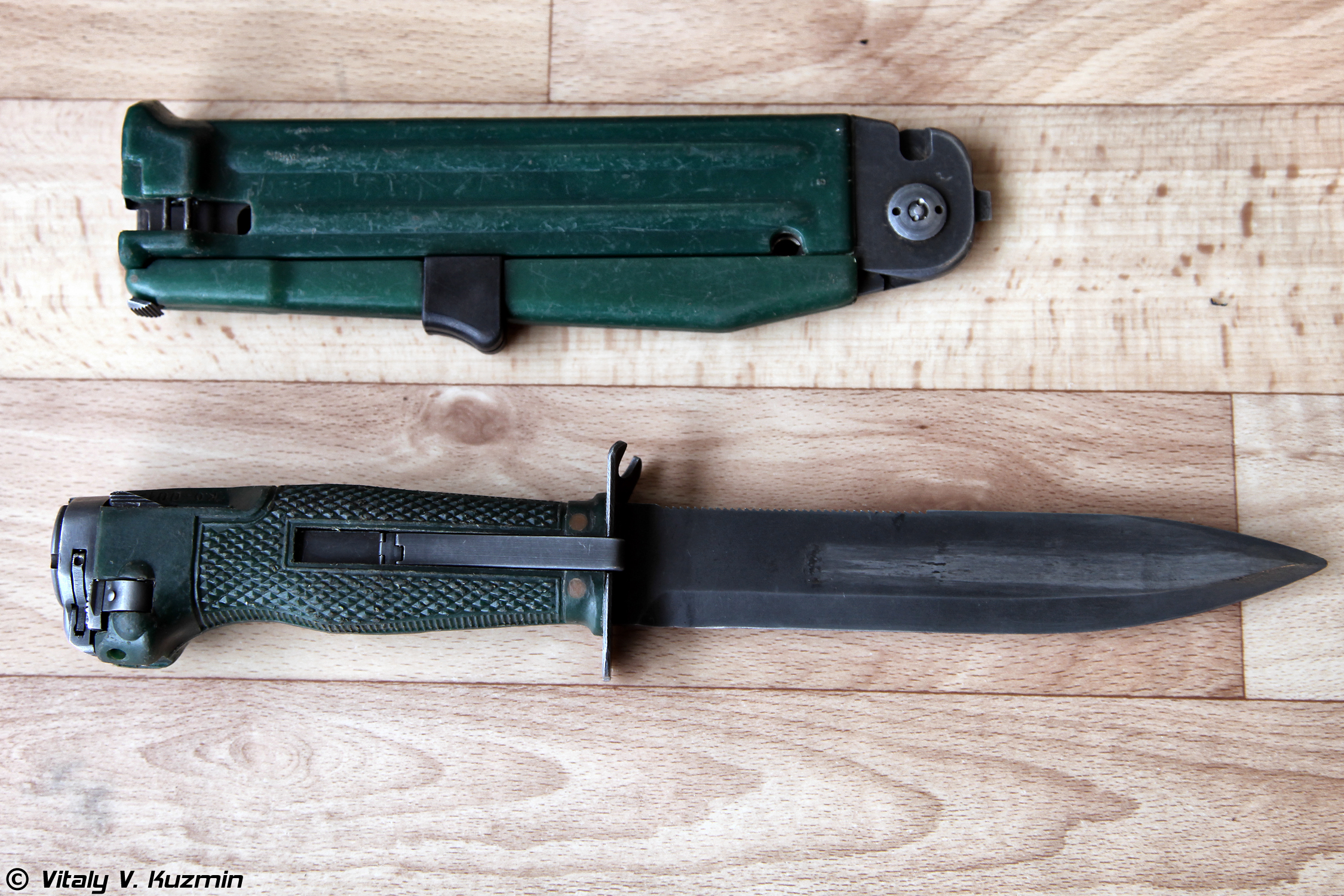
Советский специальный нож НРС-2 под бесшумный патрон СП-4

Комбини́рованное ору́жие — особый тип ручного оружия (оружия ближнего боя), сочетающий в себе характеристики огнестрельного и холодного оружия. Наиболее часто встречающимися сочетаниями являются комбинации клинкового оружия и пистолета, хотя имеют место и другие варианты.

## История
Попытки создания эффективных комбинаций холодного и огнестрельного оружия предпринимались в течение всего периода существования последнего. С конца XVI века и вплоть до появления многозарядного огнестрельного оружия в середине XIX века основной причиной данных конструкторских поисков являлась фактическая бесполезность пистолета в ближнем бою после совершения первого выстрела — перезарядка пистолета была трудоемким процессом, требующим много времени, и в скоротечном ближнем бою разряженный пистолет оставалось только выбросить, полагаясь либо на имеющееся холодное оружие ближнего боя, либо, в случае отсутствия такового, попросту капитулируя. Схожая проблема длинноствольного огнестрельного оружия вполне успешно решалась за счёт байонетов и, позднее, штыков. К первыми попыткам совмещения пистолета с холодным оружием относятся немецкие топоры-пистолеты, в небольшом количестве изготовлявшиеся в Силезии в конце XVI-начале XVII веков и представлявшие собой комбинацию короткоствольного пистолета с колесцовым замком и боевого топора. Позднее, к середине XVIII века, определённое распространение получили мечи-пистолеты, «стреляющие клинки», конструкция которых предусматривала размещение короткоствольного пистолета параллельно клинку меча или палаша, у гарды. Использовалось подобное оружие главным образом на флоте в абордажных боях, а также в качестве охотничьего. 
Нередко встречалось также совмещение пистолета с ножевым клинком, зачастую — складным. Подобного рода оружие изготавливалось как крупными оружейными предприятиями (Dumonthier & Sons, Unwin & Rodgers и т. п.), так и кустарным образом, причём производство их продолжалось и после появления револьверов. Помимо ножа, подобные образцы оружия могли иметь рукоять, приспособленную для использования в качестве кастета. Будучи достаточно удобным средством самообороны и нападения, нередко вполне допускающим скрытое ношение, данный тип комбинированного оружия в конце XIX — начале XX веков был популярен у преступников и жителей больших городов. 
К более экзотическим вариантам можно отнести индийские изделия XIX века, сочетавшие капсюльный пистолет с булавой.
Имели место также попытки совмещения защитного вооружения с огнестрельным оружием. Примером является, в частности, польский щит-рондаш с пистолетом, изготовленный в XVII веке и описанный Павлом фон Винклером в книге «История оружия».
В XX веке советскими конструкторами были созданы несколько моделей специальных ножей (НРС, НРС-2) для подразделений войсковой разведки и спецназа КГБ, особенностью которых являлось применение боеприпасов замкнутого типа. Благодаря ему данные образцы позволяли производить одиночные выстрелы не демаскируя своего владельца громким звуком и вспышкой пламени.